# Fausto Socino
Fausto Paolo Sozzini (também “Socini ou Socino”) (Siena, 5 de dezembro de 1539 – Lusławice, 4 de março de 1604) foi um teólogo italiano.
Socino foi um reformador evolvido na causa antitrinitária. Em Siena, viveu em uma família abastada, o que lhe permitiu dedicar-se aos estudos integralmente. Foi muito influenciado pelo seu tio Lélio Socino (1529-1562), que desenvolveu uma teologia racionalista contra o dogma da Trindade, que mais tarde doutrinada no movimento do socinianismo.
A partir de 1580 manteve residência na Polônia, aonde chegou a ser o pensador mais influente da igreja antitrinitária dos "Irmãos Polacos", de teologia do servetismo e anabatismo, no entanto, não chegou fazer parte como membro da mesma, pois negou ser batizado novamente. Casou-se com Elizabeth Morsztyn, em 1586 na qual teve uma filha, ficando viúvo no ano seguinte. Após ser assaltado e golpeado brutalmente em via pública por estudantes católicos em 1594, sua saúde ficou gravemente em risco. Morreu dez anos depois na cidade polonesa em Luslawice. Suas obras escritas se baseiam em comentários sobre os evangelhos e cartas bíblicas. Seu pensamento teológico ficou resumido e guardados pelos seus seguidores no Catecismo Racoviano (1609). A teologia sociniana se considera uma das mais próximas dos ensinos do Arianismo existente no cristianismo dos primeiros séculos.